# EA Sports UFC 2
EA Sports UFC 2 é um videogame de luta de artes marciais mistas desenvolvido pela EA Canada e lançado em março de 2016 pela Electronic Arts para PlayStation 4 e Xbox One. Sequência do EA Sports UFC de 2014, o jogo é baseado na marca Ultimate Fighting Championship (UFC). A arte da capa destaca "Rowdy" Ronda Rousey e "The Notorious" Conor McGregor.
A jogabilidade de EA Sports UFC 2 lembra de perto as lutas reais do UFC. Os jogadores têm a opção de escolher entre mais de 250 lutadores e personalizar vários aspectos da luta, incluindo as regras. Os lutadores podem executar uma variedade de ataques, como chutes, socos, agarramentos, finalizações e quedas. O jogo oferece diversos modos de jogo, incluindo os modos carreira e equipe final. Além disso, os jogadores podem criar lutadores personalizáveis, sendo o jogo inclusivo ao apresentar lutadores tanto masculinos quanto femininos.
O jogo foi anunciado em novembro de 2015. Durante o desenvolvimento, a EA Canadá levou em consideração um amplo feedback dos fãs em relação ao jogo anterior. A equipe da EA Canadá tinha a expectativa de que, ao ouvir as críticas dos fãs em relação ao primeiro jogo, o EA Sports UFC 2 seria significativamente aprimorado em comparação com seu antecessor. Para comprovar essa melhoria, várias adições foram feitas no jogo.
EA Sports UFC 2 recebeu críticas geralmente positivas por parte dos críticos após o seu lançamento. Muitas publicações destacaram que o aspecto visual era o ponto mais forte do jogo. Outras características elogiadas incluíram as melhorias em comparação com o jogo anterior e a extensa lista de lutadores. No entanto, as principais críticas foram direcionadas à falta de profundidade em alguns modos de jogo, especialmente no modo carreira, além de tutoriais considerados fracos e problemas percebidos na física e nos controles, que foram inconsistentes.
Sua sequência, EA Sports UFC 3, foi lançada mundialmente em 2 de fevereiro de 2018.

## Jogabilidade
EA Sports UFC 2 é um jogo de luta de artes marciais mistas baseado no Ultimate Fighting Championship (UFC). Como tal, o jogo se esforça para ser o mais realista possível em relação ao UFC real. Os jogadores têm a opção de participar de vários modos de jogo. Para uma partida padrão do UFC, o jogador escolhe um lutador e pode personalizar vários aspectos da luta, como o oponente, o local e as regras. Os objetivos da luta seguem estritamente as regras do UFC real. O jogador pode empregar uma variedade de ataques, incluindo chutes, socos, finalizações e quedas, para derrotar o oponente. O jogo também incorpora muitos detalhes estéticos; por exemplo, os lutadores exibem danos visíveis durante a luta. Outros detalhes incluem a presença de uma plateia, árbitros, as "garotas do octógono", um locutor, e os comentários de Joe Rogan e Mike Goldberg.
Além das lutas regulares, o jogo apresenta diversos modos, como o modo carreira, modo equipe final, modo prática e modo nocaute. No modo carreira, os jogadores criam seu próprio lutador e o conduzem pelas fileiras do UFC. É possível personalizar vários aspectos do lutador criado, mas também há a opção de escolher um dos lutadores reais. O modo nocaute é semelhante às lutas normais, com a principal diferença sendo que o jogador só pode vencer por nocaute. As barras de resistência dos lutadores foram removidas neste modo, concentrando-se em golpes em vez de agarramentos ou finalizações.
No modo de prática, os jogadores podem aprimorar suas habilidades contra um oponente inativo ou completar treinamentos. O modo equipe final se concentra na construção de um baralho de cartas representando lutadores, que é usado para competir contra os baralhos de outros jogadores. Os jogadores ganham moedas após cada luta, que podem ser usadas para personalizar e aprimorar os lutadores. O jogo também oferece vários modos online.
O jogo apresenta uma extensa lista de mais de 250 personagens jogáveis, incluindo tanto homens quanto mulheres. A presença de árbitros também foi expandida, com Herb Dean e Dan Miragliotta fazendo sua estreia nesta franquia, juntamente com Yves Lavigne e Mario Yamasaki. A inteligência artificial do jogo foi aprimorada para se adaptar às mudanças nas estratégias dos jogadores durante o jogo, proporcionando uma experiência de jogo mais realista em comparação com os jogos anteriores do UFC. Uma característica notável é a simulação da "deformação total do corpo", que conecta os jogadores de forma mais imersiva aos seus personagens.
Foram introduzidos novos recursos, como o Knockout Physics System, que permite aos jogadores nocautear dinamicamente oponentes com base no impulso e na força dos golpes finais. O modo carreira passou por mudanças significativas, incluindo a adição de lutadoras. O Grapple Assist, uma ferramenta visual que serve como guia para os jogadores, foi incorporado ao jogo. Melhorias significativas foram feitas nas áreas de finalização, agarramento, defesa e bloqueio desde o primeiro jogo. Outros recursos notáveis incluem o Custom Event Creator, o Title Chase e um modo de campeonato multijogador. Essas adições contribuem para a variedade e complexidade da experiência oferecida pelo jogo.

## Desenvolvimento
EA Sports UFC 2 foi anunciado em 10 de novembro de 2015 pela editora Electronic Arts. Após o anúncio do jogo, a Electronic Arts revelou que uma das lutadoras na capa seria "Rowdy" Ronda Rousey. Pouco depois, a Electronic Arts anunciou que o desfecho do UFC 194 determinaria o segundo lutador a figurar na capa. "The Notorious" Conor McGregor emergiu vitorioso em sua luta contra José Aldo Jr, garantindo assim sua presença como o segundo lutador na capa do jogo.
O lançamento do jogo ocorreu em 15 de março de 2016 na América do Norte e em 17 de março de 2016 na Europa. Aqueles que fizeram a pré-encomenda do jogo têm a capacidade de jogar como quatro lutadores extras, incluindo Bas Rutten, Kazushi Sakuraba e duas variantes distintas de Mike Tyson. Além disso, Bruce Lee, que esteve presente no jogo anterior, faz um retorno como um lutador especial que pode ser desbloqueado.
A desenvolvedora EA Canada recebeu feedback e críticas dos jogadores que experimentaram o jogo original, observando que o combate no solo e o agarramento eram desafiadores demais e que havia uma falta de modos de jogo. Em resposta a essas preocupações, a equipe decidiu aprimorar as mecânicas de agarramento para proporcionar uma "experiência envolvente" e introduziu cinco novos modos no jogo. De acordo com Brian Hayes, diretor criativo do jogo, a busca por gráficos impressionantes foi uma prioridade essencial. Eles buscaram atingir esse objetivo através da atualização e melhoria do sistema de iluminação, animação e renderização do jogo. O modo KO foi especificamente concebido para jogadores que desejam uma experiência mais casual.

## Recepção
EA Sports UFC 2 recebeu críticas "geralmente favoráveis" dos críticos, de acordo com o agregador de críticas Metacritic.
Jeff Landa, da Electronic Gaming Monthly, atribuiu ao jogo uma pontuação de 7,0 de 10. Em sua análise, ele resumiu: "EA Sports UFC 2 oferece a grandiosidade do MMA em uma apresentação notável e brutal. Este não é um jogo de luta tradicional, e as tentativas genuínas de simular um esporte denso resultam em combates desajeitados que apenas ocasionalmente capturam o drama e nuance do xadrez humano." Landa criticou principalmente os controles "não intuitivos", expressando descontentamento também em relação à física considerada irrealista e ao modo de carreira que ele descreveu como "sem graça". O elogio principal de Landa foi direcionado ao aspecto visual, que ele considerou ter "[feito] algo tão inerentemente cruel parecer absolutamente deslumbrante".
Brian Shea, da Game Informer, concedeu ao jogo uma pontuação de 8,5 de 10. Em sua análise, ele afirmou: "O UFC 2 melhora em relação ao seu antecessor da maneira que precisava. O jogo de chão aprimorado e o modo de carreira mais profundo são os maiores atrativos, mas o modo Knockout é incrível para jogar com um amigo, e o Ultimate Team oferece um toque único no modo popular de outros jogos esportivos. Se o EA Sports UFC de 2014 foi uma promessa feita, o UFC 2 é a sua libertação." Shea também elogiou o visual, especialmente o design dos lutadores, mas criticou os comentários repetitivos no jogo.
Devin Charles, da Game Revolution, concedeu ao jogo uma pontuação de 4 estrelas de 5, afirmando: "Uma mistura de poder e sutileza, tanto dentro quanto fora do ringue, não há dúvida de que esta é uma escolha sólida para pessoas interessadas em distribuir surras como seus lutadores de MMA favoritos fazem." Charles elogiou a extensa lista de lutadores, o modo de equipe definitivo e a longevidade geral do jogo, destacando que ele permanecerá relevante ao longo do tempo. No entanto, ele expressou desagrado em relação ao sistema de replay, que chamou de "ruim", e observou que o jogo possui uma curva de aprendizado acentuada.
Richard Wakeling, da GameSpot, avaliou o jogo com 7 de 10 e afirmou: "EA Sports UFC 2 é uma melhoria bem-vinda em relação ao seu antecessor, mostrando que esta série está indo na direção certa." Ele elogiou o visual como "incrível", destacou a mecânica de combate como "robusta" e elogiou as melhorias feitas em vários sistemas de jogo, incluindo o grappling. Wakeling, no entanto, criticou a falta de tutoriais adequados e expressou descontentamento com a falta de profundidade no modo carreira.
David Meikleham, do GamesRadar, descreveu o UFC 2 como "contundente, cheio de erros e bonito", considerando-o um lutador tecnicamente triunfante, mas observando que seu combate pode facilmente se tornar confuso e frustrante. Ele concedeu ao jogo uma pontuação de 3 de 5, elogiando o visual impressionante, o sistema de luta no chão e os knockdowns, porém criticando a falta de conteúdo, a insuficiência do modo carreira e a falta de impacto nos golpes durante o jogo.
Josh Robertson, da IGN, concedeu ao jogo uma pontuação de 6,4 de 10, declarando: "Embora o UFC 2 certamente pareça adequado, ele não atinge a mesma sensação. Os golpes são precisos, os chutes têm peso suficiente, e cada lutador é habilmente retratado e recriado, mas cada elemento é excessivamente mecânico e rígido para capturar o dinamismo e a imprevisibilidade que me atrai para as lutas reais do UFC. Essas lutas geralmente são vencidas ao encontrar aqueles espaços entre as linhas que seu oponente não pensou em cobrir, mas esses espaços simplesmente não existem aqui. Como um jogo de luta, vale a pena se você está procurando algo diferente das opções usuais, mas como uma representação do UFC, ele vacila antes de cruzar a linha de chegada."
Owen S. Good, do Polygon, avaliou o jogo positivamente, concedendo uma pontuação de 8. Ele elogiou o realismo, o equilíbrio da dificuldade e a qualidade visual do jogo. Good observou que, por vezes, os controles podem ser desconfortáveis e expressou desagrado em relação à dificuldade do sistema de submissão. Ele também concordou com a opinião de que o modo carreira é bastante básico e carente de personalidade. Apesar dessas críticas, a avaliação geral de Good foi positiva em relação ao jogo.
Adam Beck, do Hardcore Gamer, atribuiu ao jogo uma pontuação de 3 de 5 e comentou: "A EA Sports Canada melhorou significativamente a fórmula do UFC, embora muitos modos ainda pareçam superficiais. O modo carreira foi deixado de lado (literalmente) e com razão, pois é a campanha mais sem brilho disponível. [...] É mais gratificante jogar no modo Campeonato centrado online, apesar de depender fortemente de pacotes de cartas e pulls de RNG. Felizmente, há muito menos falhas a serem encontradas, especialmente comparando isso com o primeiro jogo lançado pela EA Sports, embora a física certamente ainda esteja fora de sintonia mais do que deveria. [...] EA Sports UFC 2 ainda tem alguns problemas para resolver, mas a experiência geral melhorou em relação ao seu antecessor."
Durante o 20º Prêmio Anual DICE, a Academia de Artes & Ciências Interativas nomeou o EA Sports UFC 2 como “Jogo de Luta do Ano”.

### Vendas
O UFC 2 conquistou a segunda posição nas paradas de vendas físicas no Reino Unido, ficando atrás de Tom Clancy's The Division. No ranking de vendas físicas na Austrália, também alcançou a segunda posição, novamente atrás do mesmo jogo. Nas paradas europeias de vendas de downloads para o PS4, atingiu a posição 6. Nos Estados Unidos, o jogo conquistou a segunda posição nas paradas de vendas físicas e a décima posição nas paradas de downloads. Ao considerar o desempenho ao longo do ano, o UFC 2 foi classificado como o 28º jogo mais vendido em 2016 e o nono jogo mais baixado para o PS4 em 2017.

## Controvérsia
A representação de Khabib Nurmagomedov no EA Sports UFC 2 causou polêmica, uma vez que o personagem foi retratado fazendo o sinal da cruz cristão ortodoxo (da direita para a esquerda) após uma vitória, apesar de Nurmagomedov ser um muçulmano sunita. Em resposta, a EA pediu desculpas e comprometeu-se a corrigir o erro na representação do lutador no jogo.